# Chevrolet Prisma
Pour les articles homonymes, voir Prisma.

## Première génération (2006 - 2012)

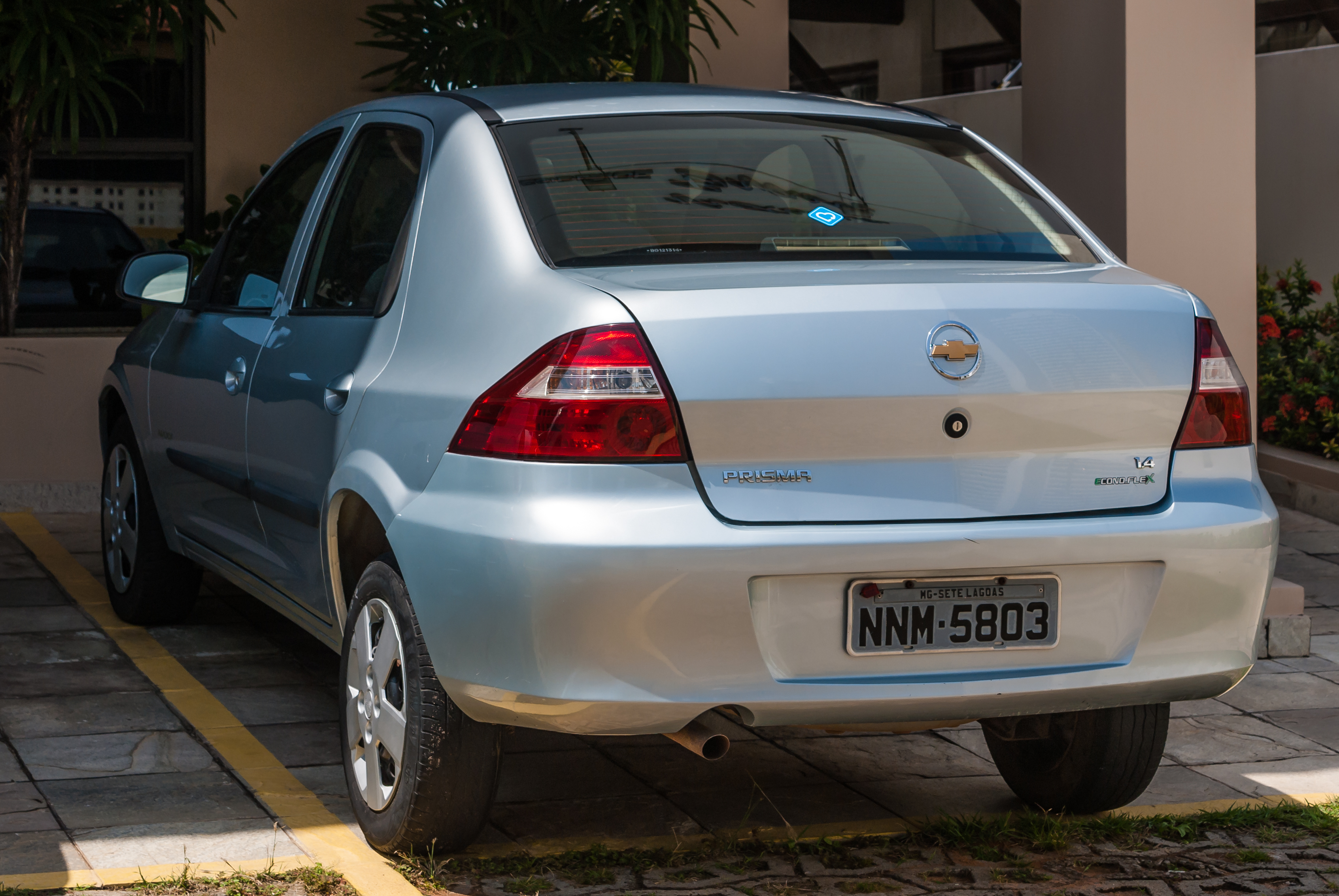
Prisma 1.4 Econoflex

La Chevrolet Prisma est une berline 3 volumes, version tricorps de la Celta basée sur l'Opel Corsa de 1993. Elle est vendue exclusivement au Brésil depuis 2006.

## Seconde génération (2013-...)

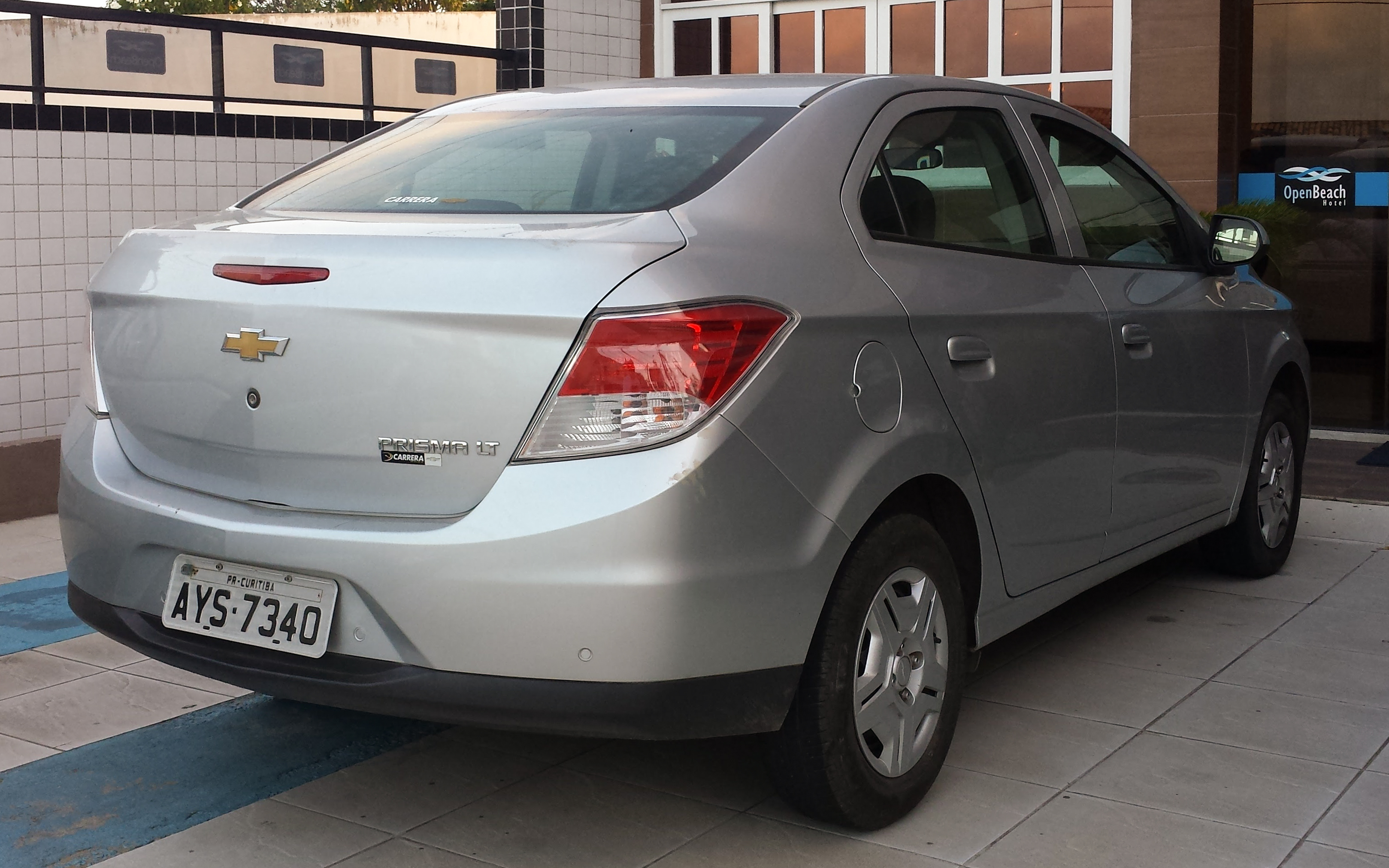
Prisma LT

Une nouvelle mouture, sortie en 2013, est basée sur l'Onix et il s'agit de sa version quatre portes. Elles remplacent la Celta, l'Agile.